# 진횡
진횡(陳橫)은 사서가 아닌 소설 《삼국지연의》에 등장하는 가공의 인물이다. 양주자사 유요의 효장으로 설정되었다. 말릉에서 손책군에 항전하다가 장흠에게 죽는다.

## 묘사
제15회에서만 출현한다. 유요는 손책과의 전쟁에서 우저(牛渚) 탈환을 시도했다가 실패하고 예장군으로 도피해 형주자사 유표를 의지한다. 설례, 장영, 진횡은 여전히 말릉을 방어한다. 손책이 왼쪽 넓적다리에 화살을 맞는다. 손책이 이를 이용하여 전사했다는 거짓 정보를 흘리고 철수하는 척한다. 설례, 장영, 진횡이 이에 속아 출격했다가 복병에 당한다. 진횡은 장흠의 화살에 피격되어 숨이 끊어진다.

## 연원
《삼국지》46권 오서 제1 손책전의 ‘繇遣樊能于糜陳橫屯江津’(유요가 번능, 우미, 진횡을 강진에 주둔시켰다)이라는 잘못된 구절을 그대로 읽은 것에서 기인한다. 이 문장은 ‘繇遣樊能于糜東屯橫江津’(유요가 번능, 우미를 동쪽의 횡강진에 주둔시켰다)으로 고치는 것이 바르다.

## 참고 문헌
- 나관중 원저, 모종강 개정, 《삼국지연의》